# Salustije
Gaj Salustije Krisp(o) (lat. Gaius Sallustius Crispus (Amiternum kraj Rima, 1. listopada 86. pr. Kr. - ?, 13. svibnja 35. pr. Kr.) bio je rimski povjesničar i političar.

## Životopis
Gaj Salustije Krisp rođen je 86. pr. Kr. u plebejskoj obitelji. U političkim borbama podupirao je demokratsku stranku i Cezara. U građanskom ratu bio je uz Cezara, nakon čega postaje pretor i upravitelj provincije Nove Afrike, gdje je stekao bogatstvo. Zagovarao je Cezarovu politiku i borbu protiv optimata. Nakon Cezarove smrti Salustije se povlači iz javnog života i počinje pisati povijesna djela.
Salustijevi uzori bili su Tukidid i Katon Stariji. Salustijev stil je sažet, pun sentencija, antiteza i arhaizama. Pisao je živo, sa sjajnim psihološkim crtanjem glavnih likova, ali više kao političar nego kao povjesničar. Rado je moralizirao, osobito u uvodima svojih djela. Utjecao je na Tacita. Znatno je utjecao i na europsku historiografiju i književnost, te hrvatske latiniste 15. i 16. stoljeća.

## Djela
Povijesni spisi
- O Katilininoj uroti (De Catilinae coniuratione), povijesna monografija
- Rat s Jugurtom (Bellum Iugurthinum), povijesna monografija
- Povijesti (Historiae), opsežno djelo koje obrađuje razdoblje od 78. do 67. godine pr. Kr.; sačuvana su 4 govora, 2 pisma i niz fragmenata

Politički spisi
- Poslanice Cezaru o državi (Epistulae ad Caesarem de republica)

Salustiju se pripisuje i Napad na Cicerona (Invectiva ad Ciceronem) u kojem se kritizira Ciceronov javni život.

## Vanjske poveznice
Ostali projekti
|  | Zajednički poslužitelj ima još gradiva o temi Salustije |
|  | Wikicitati imaju zbirke citata o temi Salustije         |